# Lijst van afleveringen van Oppassen!!!
Dit is een lijst met afleveringen van de VARA-komedieserie Oppassen!!!

## Serieoverzicht
| Seizoen | Afleveringen | Uitzenddatum                        |
| ------- | ------------ | ----------------------------------- |
| 1       | 13           | 9 maart 1991 – 1 juni 1991          |
| 2       | 20           | 18 januari 1992 – 30 mei 1992       |
| 3       | 19           | 20 februari 1993 – 26 juni 1993     |
| 4       | 21           | 2 oktober 1993 – 26 februari 1994   |
| 5       | 27           | 17 september 1994 – 25 maart 1995   |
| 6       | 35           | 16 september 1995 – 18 mei 1996     |
| 7       | 25           | 7 september 1996 – 1 maart 1997     |
| 8       | 25           | 6 september 1997 – 21 februari 1998 |
| 9       | 20           | 3 oktober 1998 – 13 februari 1999   |
| 10      | 13           | 5 juni 1999 – 28 augustus 1999      |
| 11      | 7            | 2 oktober 1999 – 20 november 1999   |
| 12      | 13           | 11 maart 2000 – 3 juni 2000         |
| 13      | 30           | 11 november 2000 – 9 juni 2001      |
| 14      | 33           | 22 september 2001 – 11 mei 2002     |
| 15      | 20           | 5 oktober 2002 – 22 februari 2003   |

## Afleveringen

### Seizoen 1
| AFL | VN | Titel            | Bijzonderheden                                           | Uitzenddatum  |
| --- | -- | ---------------- | -------------------------------------------------------- | ------------- |
| 1   | 1  | Hoog bezoek      |                                                          | 9 maart 1991  |
| 2   | 2  | Picknick         | Eerste aflevering met Bob van Traa en Nicole de Roovere. | 16 maart 1991 |
| 3   | 3  | Takkewijf        |                                                          | 23 maart 1991 |
| 4   | 4  | Werk             |                                                          | 30 maart 1991 |
| 5   | 5  | De zure appel    |                                                          | 6 april 1991  |
| 6   | 6  | Handel is handel | Eerste aflevering met Harry Stevens.                     | 13 april 1991 |
| 7   | 7  | Bont             |                                                          | 20 april 1991 |
| 8   | 8  | Verrassingen     |                                                          | 27 april 1991 |
| 9   | 9  | Does             | Eerste aflevering met Does.                              | 4 mei 1991    |
| 10  | 10 | De Stones        |                                                          | 11 mei 1991   |
| 11  | 11 | Het konijn       |                                                          | 18 mei 1991   |
| 12  | 12 | Roosje           |                                                          | 25 mei 1991   |
| 13  | 13 | Het bal          | Laatste aflevering met Bob van Traa.                     | 1 juni 1991   |

OPMERKING
- Picknicken (aflevering 2) is de pilotaflevering van de serie. Het decor is nog niet geheel in gebruik. De keuken heeft namelijk niet het decorpaneel met de doorgang naar de groene gang, maar een paars decorpaneel met bruine deur.

### Seizoen 2
| AFL | VN | Titel                 | Uitzenddatum     |
| --- | -- | --------------------- | ---------------- |
| 1   | 14 | Sweet sixteen         | 18 januari 1992  |
| 2   | 15 | Première              | 25 januari 1992  |
| 3   | 16 | Kombu Dashi           | 1 februari 1992  |
| 4   | 17 | IJspret               | 8 februari 1992  |
| 5   | 18 | Voor de kat z'n viool | 15 februari 1992 |
| 6   | 19 | Cold turkey           | 22 februari 1992 |
| 7   | 20 | Opa Rambo             | 29 februari 1992 |
| 8   | 21 | Protest               | 7 maart 1992     |
| 9   | 22 | 500 Jaar!             | 14 maart 1992    |
| 10  | 23 | 'n Gokje              | 21 maart 1992    |
| 11  | 24 | Internaat             | 28 maart 1992    |
| 12  | 25 | Erfelijk belast       | 4 april 1992     |
| 13  | 26 | De kandelaar          | 11 april 1992    |
| 14  | 27 | Haantje de voorste    | 18 april 1992    |
| 15  | 28 | Rollenspel            | 25 april 1992    |
| 16  | 29 | Brandalarm            | 2 mei 1992       |
| 17  | 30 | Tomatologie           | 9 mei 1992       |
| 18  | 31 | Blijven denken        | 16 mei 1992      |
| 19  | 32 | Zwarte kunst          | 23 mei 1992      |
| 20  | 33 | Op de kiek            | 30 mei 1992      |

### Seizoen 3
| AFL | VN | Titel                | Bijzonderheden                    | Uitzenddatum     |
| --- | -- | -------------------- | --------------------------------- | ---------------- |
| 1   | 34 | 'n Opgemaakt bed     |                                   | 20 februari 1993 |
| 2   | 35 | Speech               |                                   | 27 februari 1993 |
| 3   | 36 | Plannen              |                                   | 6 maart 1993     |
| 4   | 37 | Zwemmen of verzuipen |                                   | 13 maart 1993    |
| 5   | 38 | Tante Do             |                                   | 20 maart 1993    |
| 6   | 39 | De armband           |                                   | 27 maart 1993    |
| 7   | 40 | Literatuur           |                                   | 3 april 1993     |
| 8   | 41 | Skiën in de krokus   |                                   | 10 april 1993    |
| 9   | 42 | Raoul                | Eerste aflevering met Raoul.      | 17 april 1993    |
| 10  | 43 | Huiswerk             |                                   | 24 april 1993    |
| 11  | 44 | Foutje               |                                   | 1 mei 1993       |
| 12  | 45 | Tante Tip            | Eerste aflevering met Tante Tip.  | 8 mei 1993       |
| 13  | 46 | Het vrouwencondoom   |                                   | 15 mei 1993      |
| 14  | 47 | Fraude               |                                   | 22 mei 1993      |
| 15  | 48 | Beschuit fluiten     |                                   | 29 mei 1993      |
| 16  | 49 | Het rijbewijs        | Eerste aflevering met De Garnaal. | 5 juni 1993      |
| 17  | 50 | Het interview        |                                   | 12 juni 1993     |
| 18  | 51 | Unplugged            |                                   | 19 juni 1993     |
| 19  | 52 | Spit                 |                                   | 26 juni 1993     |

### Seizoen 4
| AFL | VN | Titel                         | Bijzonderheden                     | Uitzenddatum     |
| --- | -- | ----------------------------- | ---------------------------------- | ---------------- |
| 1   | 53 | Nog niet jarig                |                                    | 2 oktober 1993   |
| 2   | 54 | 't Reclamespotje              |                                    | 9 oktober 1993   |
| 3   | 55 | Chaos                         |                                    | 16 oktober 1993  |
| 4   | 56 | Opa Henry gaat vreemd         |                                    | 23 oktober 1993  |
| 5   | 57 | Aanstelleritis                |                                    | 30 oktober 1993  |
| 6   | 58 | Een raad van een goede vriend |                                    | 6 november 1993  |
| 7   | 59 | Zwarte magie                  |                                    | 13 november 1993 |
| 8   | 60 | Geheugensteuntje              |                                    | 27 november 1993 |
| 9   | 61 | Auditie                       |                                    | 4 december 1993  |
| 10  | 62 | Zeg 't met bloemen            |                                    | 11 december 1993 |
| 11  | 63 | Goeie zaken                   |                                    | 18 december 1993 |
| 12  | 64 | Merry Christmas mr. Buys      |                                    | 25 december 1993 |
| 13  | 65 | Gelukkig nieuwjaar            |                                    | 1 januari 1994   |
| 14  | 66 | Schoolvriendinnen             |                                    | 8 januari 1994   |
| 15  | 67 | Ouderavond                    |                                    | 15 januari 1994  |
| 16  | 68 | Verkiezingen                  |                                    | 22 januari 1994  |
| 17  | 69 | Vraag en aanbod               |                                    | 29 januari 1994  |
| 18  | 70 | Buys versus Buys              | Eerste aflevering met Eugène Buys. | 5 februari 1994  |
| 19  | 71 | Een vleugje romantiek         |                                    | 12 februari 1994 |
| 20  | 72 | Kettingreactie                |                                    | 19 februari 1994 |
| 21  | 73 | Showtime                      |                                    | 26 februari 1994 |

### Seizoen 5
| AFL | VN  | Titel                   | Bijzonderheden                        | Uitzenddatum      |
| --- | --- | ----------------------- | ------------------------------------- | ----------------- |
| 1   | 74  | Achterstallig onderhoud | Eerste aflevering met Dorien.         | 17 september 1994 |
| 2   | 75  | Professionals           |                                       | 24 september 1994 |
| 3   | 76  | Reünie                  |                                       | 1 oktober 1994    |
| 4   | 77  | Alarm                   |                                       | 8 oktober 1994    |
| 5   | 78  | De kandidaat            |                                       | 15 oktober 1994   |
| 6   | 79  | Henry's uitstapje       |                                       | 22 oktober 1994   |
| 7   | 80  | Het interview           |                                       | 29 oktober 1994   |
| 8   | 81  | Muizenissen             |                                       | 5 november 1994   |
| 9   | 82  | Het dilemma             |                                       | 12 november 1994  |
| 10  | 83  | Pizza Sophia Loren      |                                       | 19 november 1994  |
| 11  | 84  | Tante Tip bedreigd      |                                       | 26 november 1994  |
| 12  | 85  | Drugs                   |                                       | 3 december 1994   |
| 13  | 86  | De werkplek             |                                       | 10 december 1994  |
| 14  | 87  | Goed van vertrouwen     |                                       | 17 december 1994  |
| 15  | 88  | Het kroketten           | Eerste aflevering met Jopie Geleinse. | 24 december 1994  |
| 16  | 89  | Echt waar               |                                       | 7 januari 1995    |
| 17  | 90  | Commercieel denken      |                                       | 14 januari 1995   |
| 18  | 91  | Rugklachten             |                                       | 21 januari 1995   |
| 19  | 92  | Fanmail                 |                                       | 28 januari 1995   |
| 20  | 93  | Kunst                   | Eerste aflevering met Christiane.     | 4 februari 1995   |
| 21  | 94  | Geweld                  |                                       | 11 februari 1995  |
| 22  | 95  | Liefdesbaby             |                                       | 18 februari 1995  |
| 23  | 96  | Public Relations        |                                       | 25 februari 1995  |
| 24  | 97  | De rat                  |                                       | 4 maart 1995      |
| 25  | 98  | Uit een ver verleden    |                                       | 11 maart 1995     |
| 26  | 99  | Rik speelt met vuur     |                                       | 18 maart 1995     |
| 27  | 100 | De geest in de fles     | Laatste aflevering met Dorien.        | 25 maart 1995     |

### Seizoen 6
| AFL | VN  | Titel                        | Bijzonderheden                                                        | Uitzenddatum      |
| --- | --- | ---------------------------- | --------------------------------------------------------------------- | ----------------- |
| 1   | 101 | Uit de brand                 | Eerste aflevering met Wouter.                                         | 16 september 1995 |
| 2   | 102 | Opa Henry gaat op seks       |                                                                       | 23 september 1995 |
| 3   | 103 | Een beetje armslag           |                                                                       | 30 september 1995 |
| 4   | 104 | Lesbisch                     |                                                                       | 7 oktober 1995    |
| 5   | 105 | Nicole's nieuwe liefde       |                                                                       | 14 oktober 1995   |
| 6   | 106 | Inspectie                    |                                                                       | 21 oktober 1995   |
| 7   | 107 | De plicht roept              | Eerste aflevering met Marijke de Vries.                               | 28 oktober 1995   |
| –   | –   | Opgeruimd staat netjes       | Jubileumaflevering, ter ere van 75 jaar VARA.                         | 4 november 1995   |
| 8   | 108 | De laatste rebelse jongeling |                                                                       | 11 november 1995  |
| 9   | 109 | De boom                      | Eerste aflevering met Meneer Meijer.                                  | 18 november 1995  |
| 10  | 110 | Vaders en zonen              |                                                                       | 25 november 1995  |
| 11  | 111 | Doe wat je wilt              |                                                                       | 2 december 1995   |
| 12  | 112 | Het noodlot                  |                                                                       | 9 december 1995   |
| 13  | 113 | Een beetje verliefd          | Aflevering met de twee Joodse vriendinnen Naomi en Sharon uit Israël. | 16 december 1995  |
| 14  | 114 | Relatiegeschenk              |                                                                       | 23 december 1995  |
| 15  | 115 | Keihard de allersnelste      |                                                                       | 30 december 1995  |
| 16  | 116 | Keihard de allersnelste 2    |                                                                       | 6 januari 1996    |
| 17  | 117 | De diplomaat                 |                                                                       | 13 januari 1996   |
| 18  | 118 | Burgemeester Buys            |                                                                       | 20 januari 1996   |
| 19  | 119 | Zwerfkat                     |                                                                       | 27 januari 1996   |
| 20  | 120 | Een dom blondje              |                                                                       | 3 februari 1996   |
| 21  | 121 | Goddelijke Victor            |                                                                       | 10 februari 1996  |
| 22  | 122 | In wankel evenwicht          |                                                                       | 17 februari 1996  |
| 23  | 123 | Eeuwige trouw                |                                                                       | 24 februari 1996  |
| 24  | 124 | Er even tussen uit           |                                                                       | 2 maart 1996      |
| 25  | 125 | Een gouwe handeltje          |                                                                       | 9 maart 1996      |
| 26  | 126 | De joker                     |                                                                       | 16 maart 1996     |
| 27  | 127 | Beeld Buys                   | Laatste aflevering met Raoul en Wouter.                               | 23 maart 1996     |
| 28  | 128 | En de winnaar is...          |                                                                       | 30 maart 1996     |
| 29  | 129 | 1 april                      |                                                                       | 6 april 1996      |
| 30  | 130 | Detective story              |                                                                       | 13 april 1996     |
| 31  | 131 | Netjes eten                  |                                                                       | 20 april 1996     |
| 32  | 132 | Bamzaaien                    |                                                                       | 27 april 1996     |
| 33  | 133 | De onthulling                |                                                                       | 4 mei 1996        |
| 34  | 134 | De futvogel                  |                                                                       | 11 mei 1996       |
| 35  | 135 | Een kwestie van vertrouwen   |                                                                       | 18 mei 1996       |

OPMERKING
- Matijs Jansen als Rik Bol is voor het eerst, zonder de serie te verlaten hebben, in de eerste 4 afleveringen van Seizoen 6 niet in beeld te zien omdat hij op vakantie is. Enkel de stem van Rik is te horen aan de telefoon wanneer hij zijn opa's om geld vraagt.

### Seizoen 7
| AFL | VN  | Titel                            | Bijzonderheden                            | Uitzenddatum      |
| --- | --- | -------------------------------- | ----------------------------------------- | ----------------- |
| 1   | 136 | Een zware bevalling              |                                           | 7 september 1996  |
| 2   | 137 | Bits & bites                     |                                           | 14 september 1996 |
| 3   | 138 | Slapende honden                  |                                           | 21 september 1996 |
| 4   | 139 | Een blokje om                    |                                           | 28 september 1996 |
| 5   | 140 | Kamer met uitzicht               |                                           | 5 oktober 1996    |
| 6   | 141 | Margot                           |                                           | 12 oktober 1996   |
| 7   | 142 | Hallo Milly                      | Eerste aflevering met Milly Scheerwinkel. | 19 oktober 1996   |
| 8   | 143 | Gewoon toeval                    |                                           | 26 oktober 1996   |
| 9   | 144 | Willem Bol-Superstar             |                                           | 2 november 1996   |
| 10  | 145 | De Quiz                          |                                           | 9 november 1996   |
| 11  | 146 | Buren                            |                                           | 23 november 1996  |
| 12  | 147 | Moord & Brand                    |                                           | 30 november 1996  |
| 13  | 148 | Het schoolonderzoek              |                                           | 7 december 1996   |
| 14  | 149 | Rust in vrede                    |                                           | 14 december 1996  |
| 15  | 150 | Roeien met de riemen die je hebt |                                           | 21 december 1996  |
| 16  | 151 | Beste Grootvader                 | met Elly Weller                           | 28 december 1996  |
| 17  | 152 | Dat ding in die glazen doos      |                                           | 4 januari 1997    |
| 18  | 153 | 'n Wilde nacht                   | met Anouska Corbeau                       | 11 januari 1997   |
| 19  | 154 | Eenpansgerecht                   |                                           | 18 januari 1997   |
| 20  | 155 | Rik & Roll                       |                                           | 25 januari 1997   |
| 21  | 156 | Problemen                        |                                           | 1 februari 1997   |
| 22  | 157 | Surprise, surprise               |                                           | 8 februari 1997   |
| 23  | 158 | Bedreigde diersoorten            | Eerste aflevering met Piet van Vliet.     | 15 februari 1997  |
| 24  | 159 | Keuzes maken                     |                                           | 22 februari 1997  |
| 25  | 160 | Het dilemma                      |                                           | 1 maart 1997      |

### Seizoen 8
| AFL | VN  | Titel                        | Bijzonderheden                                                              | Uitzenddatum      |
| --- | --- | ---------------------------- | --------------------------------------------------------------------------- | ----------------- |
| 1   | 161 | Love and marriage            |                                                                             | 6 september 1997  |
| 2   | 162 | Zo zijn we niet getrouwd     |                                                                             | 13 september 1997 |
| 3   | 163 | Een slimme meid              |                                                                             | 20 september 1997 |
| 4   | 164 | Op stap                      |                                                                             | 27 september 1997 |
| 5   | 165 | Blind date                   |                                                                             | 4 oktober 1997    |
| 6   | 166 | Eine kleine Nachtmusik       | Eerste aflevering met Joanie.                                               | 11 oktober 1997   |
| 7   | 167 | Zorg dat je d'r bij komt     | Laatste aflevering met Victor Bol. Laatste aflevering met Marijke de Vries. | 18 oktober 1997   |
| 8   | 168 | De vrouw in het rood         | Laatste aflevering met Christiane.                                          | 25 oktober 1997   |
| 9   | 169 | De erfenis van oom Eugène    |                                                                             | 1 november 1997   |
| 10  | 170 | Doei... gelul                |                                                                             | 8 november 1997   |
| 11  | 171 | Oppasopa's                   |                                                                             | 15 november 1997  |
| 12  | 172 | Hapkar Hijack                |                                                                             | 22 november 1997  |
| 13  | 173 | Dankje Sinterklaasje!        |                                                                             | 29 november 1997  |
| 14  | 174 | Goede raad                   |                                                                             | 6 december 1997   |
| 15  | 175 | The Sound of Music           |                                                                             | 13 december 1997  |
| 16  | 176 | De uitslag                   |                                                                             | 20 december 1997  |
| 17  | 177 | Gevangen                     |                                                                             | 27 december 1997  |
| 18  | 178 | Hoe vertellen we 't de opa's |                                                                             | 3 januari 1998    |
| 19  | 179 | Er was eens een schurk       | Laatste aflevering met Rik Bol.                                             | 10 januari 1998   |
| 20  | 180 | Broederschap van het kompas  |                                                                             | 17 januari 1998   |
| 21  | 181 | Déjà vu                      |                                                                             | 24 januari 1998   |
| 22  | 182 | Vertrouwen                   |                                                                             | 31 januari 1998   |
| 23  | 183 | Kunstkenners                 |                                                                             | 7 februari 1998   |
| 24  | 184 | De heer en mevrouw Van Vliet |                                                                             | 14 februari 1998  |
| 25  | 185 | De bruiloft                  | Terugkeer van Rik Bol + Laatste aflevering met Eugène Buys.                 | 21 februari 1998  |

### Seizoen 9
| AFL | VN  | Titel                      | Bijzonderheden                            | Uitzenddatum     |
| --- | --- | -------------------------- | ----------------------------------------- | ---------------- |
| 1   | 186 | Sugar Baby                 | Eerste aflevering met Ricky van Vliet.    | 3 oktober 1998   |
| 2   | 187 | Dat moet gevierd worden    |                                           | 10 oktober 1998  |
| 3   | 188 | Harry Stevens' Dinnerparty |                                           | 17 oktober 1998  |
| 4   | 189 | Offers                     |                                           | 24 oktober 1998  |
| 5   | 190 | Tot hier en niet verder    |                                           | 31 oktober 1998  |
| 6   | 191 | Slapeloos in Rotterdam     | Eerste aflevering met Maria Serbellone.   | 7 november 1998  |
| 7   | 192 | Woelige wateren            |                                           | 14 november 1998 |
| 8   | 193 | Geheimen                   |                                           | 21 november 1998 |
| 9   | 194 | Hallo meneer de Uil        |                                           | 28 november 1998 |
| 10  | 195 | Gevogel                    |                                           | 5 december 1998  |
| 11  | 196 | Henry's column             |                                           | 12 december 1998 |
| 12  | 197 | De zwervers                |                                           | 19 december 1998 |
| 13  | 198 | Een avondje uit            |                                           | 26 december 1998 |
| 14  | 199 | Wie goed doet...           | Laatste aflevering met Nicole de Roovere. | 2 januari 1999   |
| 15  | 200 | De grote schoonmaak        |                                           | 9 januari 1999   |
| 16  | 201 | Waterpokken                |                                           | 16 januari 1999  |
| 17  | 202 | Huisdieren                 |                                           | 23 januari 1999  |
| 18  | 203 | Oppotten                   |                                           | 31 januari 1999  |
| 19  | 204 | Lieve Harry                |                                           | 6 februari 1999  |
| 20  | 205 | Tussen twee vuren          |                                           | 13 februari 1999 |

### Seizoen 10
| AFL | VN  | Titel                      | Bijzonderheden              | Uitzenddatum     |
| --- | --- | -------------------------- | --------------------------- | ---------------- |
| 1   | 206 | Oma                        |                             | 5 juni 1999      |
| 2   | 207 | Binnenlandse zaken         |                             | 12 juni 1999     |
| 3   | 208 | Dr. Piet                   |                             | 19 juni 1999     |
| 4   | 209 | Een goede buur             |                             | 26 juni 1999     |
| 5   | 210 | Sjoemelen                  |                             | 3 juli 1999      |
| 6   | 211 | Cupido´s pijlen            | Eerste aflevering met Rita. | 10 juli 1999     |
| 7   | 212 | Stierengevecht             |                             | 17 juli 1999     |
| 8   | 213 | De liefde, tegenwoordig... |                             | 24 juli 1999     |
| 9   | 214 | Een kus...                 |                             | 31 juli 1999     |
| 10  | 215 | Er is er één jarig         |                             | 7 augustus 1999  |
| 11  | 216 | Dovemansoren               |                             | 14 augustus 1999 |
| 12  | 217 | Familie                    |                             | 21 augustus 1999 |
| 13  | 218 | Een leugentje om bestwil   |                             | 28 augustus 1999 |

### Seizoen 11
| AFL | VN  | Titel                     | Uitzenddatum     |
| --- | --- | ------------------------- | ---------------- |
| 1   | 219 | Er even tussenuit         | 2 oktober 1999   |
| 2   | 220 | Timing                    | 9 oktober 1999   |
| 3   | 221 | Studiebol                 | 16 oktober 1999  |
| 4   | 222 | Reputaties                | 23 oktober 1999  |
| 5   | 223 | Gekibbel                  | 30 oktober 1999  |
| 6   | 224 | Door het oog van de naald | 6 november 1999  |
| 7   | 225 | Akela Bol & Baloe Buys    | 20 november 1999 |

### Seizoen 12
| AFL | VN  | Titel                     | Bijzonderheden | Uitzenddatum  |
| --- | --- | ------------------------- | --- | ------------- |
| 1   | 226 | In de zevende hemel       | | 11 maart 2000 |
| 2   | 227 | De Crèche                 | | 18 maart 2000 |
| 3   | 228 | Plankenkoorts             | | 25 maart 2000 |
| 4   | 229 | Verleden, heden, toekomst | | 1 april 2000  |
| 5   | 230 | Een knappe vent           | | 8 april 2000  |
| 6   | 231 | Tante Roos                | | 15 april 2000 |
| 7   | 232 | De scriptie               | | 22 april 2000 |
| 8   | 233 | Gezondheid                | | 29 april 2000 |
| 9   | 234 | 'n Klein half uurtje      | | 6 mei 2000    |
| 10  | 235 | Het huwelijksaanzoek      | Laatste aflevering met Rita. | 13 mei 2000   |
| 11  | 236 | Contracten                | Laatste aflevering met Joanie. | 20 mei 2000   |
| 12  | 237 | De fan                    | | 27 mei 2000   |
| 13  | 238 | Oost west, thuis best     | Laatste aflevering met Opa Henry Buys, Anna Bol, Simone Bol-Buys, Piet van Vliet, Ricky van Vliet, Milly Scheerwinkel en Does + Terugkeer van Rik Bol en Victor Bol. | 3 juni 2000   |

OPMERKING
- Oost west, thuis best (aflevering 238) is de laatste aflevering van dit seizoen en tevens ook de allerlaatste aflevering met Coen Flink als Henry Buys. Ook is het de laatste aflevering met Anna, Simone, Piet, Milly, Ricky en Does. Daarin keerden Rik en Victor eenmalig terug en was de familie Bol-Buys nog één keer écht compleet. 26 dagen na de uitzending van deze aflevering, op 29 juni 2000, overleed Flink aan de gevolgen van alvleesklierkanker.

### Seizoen 13
| AFL | VN  | Titel                       | Bijzonderheden                                                               | Uitzenddatum     |
| --- | --- | --------------------------- | ---------------------------------------------------------------------------- | ---------------- |
| 1   | 239 | Weer helemaal thuis         | Eerste aflevering met Bella van Cleeff, Willemijn de Hert en Sander de Hert. | 11 november 2000 |
| 2   | 240 | Rogier van Cleeff           | Eerste aflevering met Opa Rogier van Cleeff.                                 | 25 november 2000 |
| 3   | 241 | Mijn naam is Willem Bol     |                                                                              | 2 december 2000  |
| 4   | 242 | Waar rook is...             |                                                                              | 9 december 2000  |
| 5   | 243 | Hulp in het huiswerk        |                                                                              | 16 december 2000 |
| 6   | 244 | Dat is nou democratie       |                                                                              | 23 december 2000 |
| 7   | 245 | De moraal van het verhaal   | Eerste aflevering met Freek.                                                 | 30 december 2000 |
| 8   | 246 | Het is maar een spelletje   |                                                                              | 6 januari 2001   |
| 9   | 247 | Prins Jopie                 |                                                                              | 13 januari 2001  |
| 10  | 248 | Opa's weten alles           |                                                                              | 20 januari 2001  |
| 11  | 249 | Verrassing                  |                                                                              | 27 januari 2001  |
| 12  | 250 | Tobmoeders                  |                                                                              | 3 februari 2001  |
| 13  | 251 | Vriendschap is geen illusie |                                                                              | 10 februari 2001 |
| 14  | 252 | Een kwestie van smaak       |                                                                              | 17 februari 2001 |
| 15  | 253 | Mag ik een tattoo?          |                                                                              | 23 februari 2001 |
| 16  | 254 | Kroon op je werk?           |                                                                              | 3 maart 2001     |
| 17  | 255 | Bombarie                    |                                                                              | 10 maart 2001    |
| 18  | 256 | Wespennest                  |                                                                              | 17 maart 2001    |
| 19  | 257 | Tip top                     |                                                                              | 24 maart 2001    |
| 20  | 258 | Casanova Van Cleeff         | Eerste aflevering met Leonie + Laatste aflevering met Tante Tip.             | 31 maart 2001    |
| 21  | 259 | Een goede buur...           |                                                                              | 7 april 2001     |
| 22  | 260 | Sander in zaken             |                                                                              | 14 april 2001    |
| 23  | 261 | De Jongeheer                |                                                                              | 21 april 2001    |
| 24  | 262 | De onmogelijke droom        |                                                                              | 28 april 2001    |
| 25  | 263 | Valsheid in geschrifte      | Eerste aflevering met Ilhan Kaynak.                                          | 5 mei 2001       |
| 26  | 264 | Ik mag hem...               |                                                                              | 12 mei 2001      |
| 27  | 265 | Plankenkoorts               |                                                                              | 19 mei 2001      |
| 28  | 266 | Studiebegeleiding           |                                                                              | 26 mei 2001      |
| 29  | 267 | Sander op zijn best         |                                                                              | 2 juni 2001      |
| 30  | 268 | Première                    |                                                                              | 9 juni 2001      |

### Seizoen 14
| Aflevering (seizoen) | Aflevering (serie) | Titel                    | Uitzenddatum NL   |
| -------------------- | ------------------ | ------------------------ | ----------------- |
| 1                    | 269                | Een gevaarlijke vrouw    | 22 september 2001 |
| 2                    | 270                | Lekker gemotiveerd       | 29 september 2001 |
| 3                    | 271                | Dokter Love              | 6 oktober 2001    |
| 4                    | 272                | Spiegeltje aan de wand   | 13 oktober 2001   |
| 5                    | 273                | Tering naar de nering    | 20 oktober 2001   |
| 6                    | 274                | Pffft                    | 27 oktober 2001   |
| 7                    | 275                | Mama Mia!                | 3 november 2001   |
| 8                    | 276                | Brussels Lof             | 10 november 2001  |
| 9                    | 277                | Roxanne                  | 24 november 2001  |
| 10                   | 278                | Visite en vis...         | 1 december 2001   |
| 11                   | 279                | Papa beer                | 8 december 2001   |
| 12                   | 280                | Een paar apart           | 15 december 2001  |
| 13                   | 281                | Boefje                   | 22 december 2001  |
| 14                   | 282                | De eerste keer           | 29 december 2001  |
| 15                   | 283                | Relax, man!              | 5 januari 2002    |
| 16                   | 284                | Sander de Tweede         | 12 januari 2002   |
| 17                   | 285                | Julia Caesar             | 19 januari 2002   |
| 18                   | 286                | Hand in hand kameraden   | 26 januari 2002   |
| 19                   | 287                | Professor Schwarzenegger | 2 februari 2002   |
| 20                   | 288                | Gitaarlessen             | 9 februari 2002   |
| 21                   | 289                | Don Juan                 | 16 februari 2002  |
| 22                   | 290                | Knoflook en Co           | 23 februari 2002  |
| 23                   | 291                | Winterdepressie          | 2 maart 2002      |
| 24                   | 292                | Elsje                    | 9 maart 2002      |
| 25                   | 293                | Prikkebeen               | 16 maart 2002     |
| 26                   | 294                | Scoren                   | 23 maart 2002     |
| 27                   | 295                | Safe Sex                 | 30 maart 2002     |
| 28                   | 296                | Kleren maken de man      | 6 april 2002      |
| 29                   | 297                | Man over de vloer        | 13 april 2002     |
| 30                   | 298                | Spoken zien              | 20 april 2002     |
| 31                   | 299                | Groen en geel            | 27 april 2002     |
| 32                   | 300                | Terug van weggeweest     | 4 mei 2002        |
| 33                   | 301                | Verrassing               | 11 mei 2002       |

### Seizoen 15
| Aflevering (seizoen) | Aflevering (serie) | Titel                                  | Uitzenddatum NL  |
| -------------------- | ------------------ | -------------------------------------- | ---------------- |
| 1                    | 302                | Een auto voor Ilhan                    | 5 oktober 2002   |
| 2                    | 303                | Moordpartij                            | 12 oktober 2002  |
| 3                    | 304                | Vriendjes?                             | 19 oktober 2002  |
| 4                    | 305                | Stilte a.u.b.                          | 26 oktober 2002  |
| 5                    | 306                | Van je familie moet je het maar hebben | 2 november 2002  |
| 6                    | 307                | Kappen nou!                            | 9 november 2002  |
| 7                    | 308                | Getuige gezocht                        | 23 november 2002 |
| 8                    | 309                | Het duel                               | 30 november 2002 |
| 9                    | 310                | Op stap                                | 7 december 2002  |
| 10                   | 311                | Uit huis                               | 14 december 2002 |
| 11                   | 312                | Huwelijksproblemen                     | 21 december 2002 |
| 12                   | 313                | Familie Zaken                          | 28 december 2002 |
| 13                   | 314                | De psychiater                          | 4 januari 2003   |
| 14                   | 315                | Kopzorgen                              | 11 januari 2003  |
| 15                   | 316                | Ex                                     | 18 januari 2003  |
| 16                   | 317                | Zorg                                   | 25 januari 2003  |
| 17                   | 318                | De asielzoeker                         | 1 februari 2003  |
| 18                   | 319                | Harry's toekomst                       | 8 februari 2003  |
| 19                   | 320                | Prins op het witte paard               | 15 februari 2003 |
| 20                   | 321                | De Bruiloft                            | 22 februari 2003 |

Opmerking: Sascha Visser die de rol van Sander de Hert speelde, is in aflevering 310 voor het eerst niet in beeld te zien doordat hij op survival gaat, in aflevering 311 speelt hij ook niet mee.
Lijst van afleveringen · Lijst van acteurs en actrices